# Карпунина, Ксения Павловна
Ксения Павловна Карпунина (10 февраля 1918, Корделевка, Винницкая область, УССР — 27 января 1993, Москва, Россия) — советская лётчица, участница Великой Отечественной войны.

## Биография
Родилась 10 февраля 1919 года в селе Корделевка, ныне Калиновский район Винницкой области Украины. Её отец погиб в 1920 году в ходе Гражданской войны.
Окончив десятилетку, Ксения училась в педагогическом институте, а потом стала комсомольским работником.
Участница Великой Отечественной войны. В Красной Армии — с 1941 года, в действующей армии — с мая 1942 года. С 1942 по 1943 год была комиссаром эскадрильи 46-го Таманского гвардейского авиаполка. С 1943 по 1945 год воевала в 990-м бомбардировочном полку 313-й Бежицкой авиационной дивизии 15-й воздушной армии. Имела 365 боевых вылетов. Была ранена, стала инвалидом 1-й группы.
После окончания войны жила и работала в Москве, была заместителем начальника отдела кадров Московско-Рижской железной дороги. На заслуженный отдых Ксения Павловна вышла персональным пенсионером. Была замужем за Алексеем Семеновичем Казаниным — полковником авиации, у них в семье было двое детей. Сын — Игорь Алексеевич Казанин, также стал лётчиком, подполковник авиации; дочь — Марина Алексеевна.
Умерла 27 января 1993 года в Москве.
Была награждена орденами Красного Знамени, Отечественной войны 2-й степени и Красной Звезды, а также медалями, в числе которых «За оборону Москвы» и «За оборону Кавказа». Имела знак «Почётный железнодорожник».